# روم آر جي-14

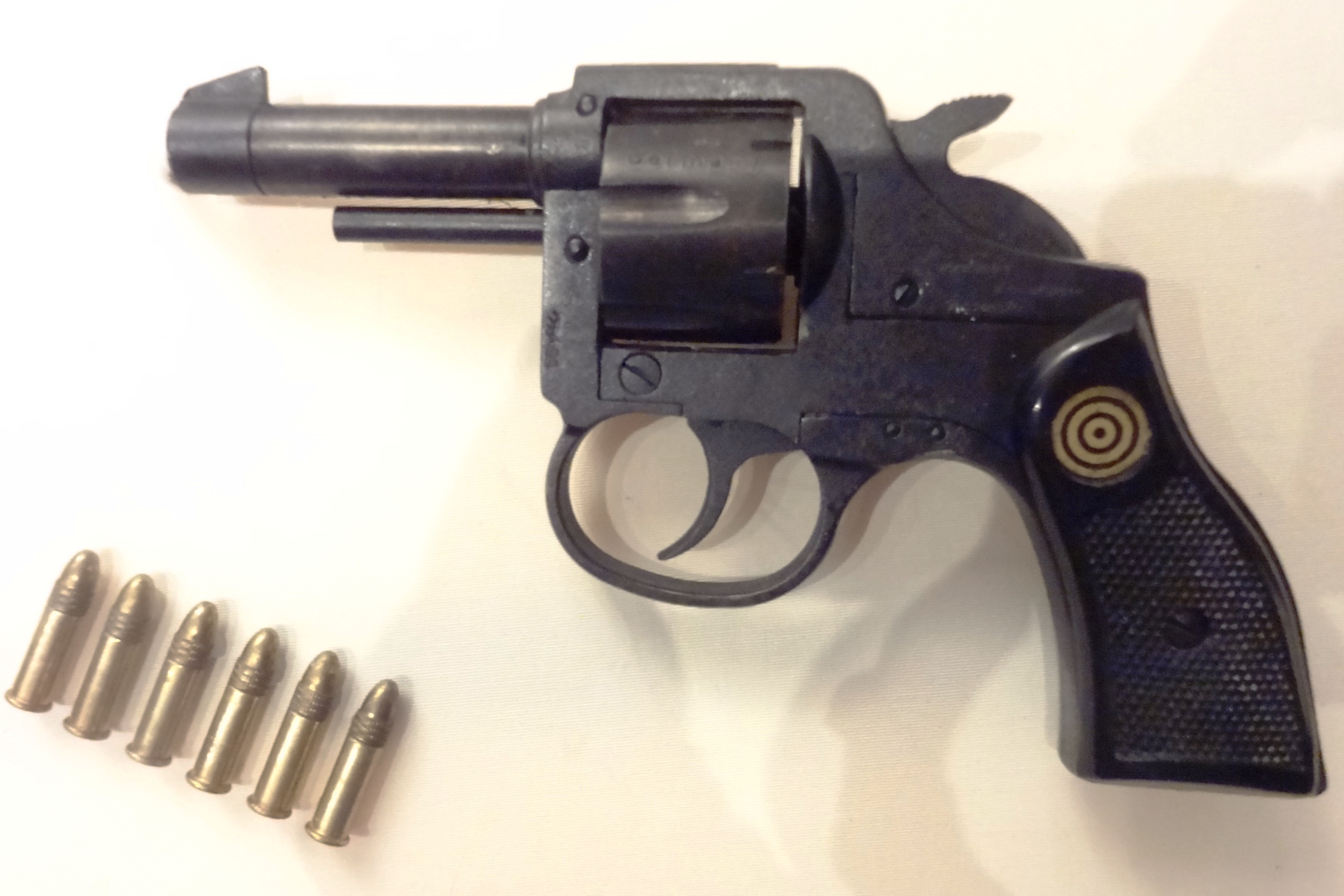
الروم آر جي-14 المستخدم في محاولة اغتيال رونالد ريغان.

الروم آر جي-14 (بالألمانية: Röhm RG-14) مسدس دوار له ست طلقات برصاص 22. إل آر الفلنجي كانت تصنعه وتبيعه شركة روم غيزلاشفت الألمانية. وهو مثال على مصطلح "Saturday night special" الأمريكي والكندي الذي يستخدم لوصف المسدسات الدوار الصغيرة رخيصة الثمن ورذيئة الجودة.

## تأثير
استعمل جون هينكلي جونيور مسدس آر جي-14 في محاولته لاغتيال رونالد ريغان يوم 30 مارس 1981.

## المارجع
1. ↑  Delahanty v. Hinckley, 564 A.2d 758 (D.C.App. 1989), judgment hosted by جامعة كارنيغي ميلون here. Also available here. نسخة محفوظة 09 أبريل 2009 على موقع واي باك مشين.